# Evangelische Kirche Sulzfeld (Baden)

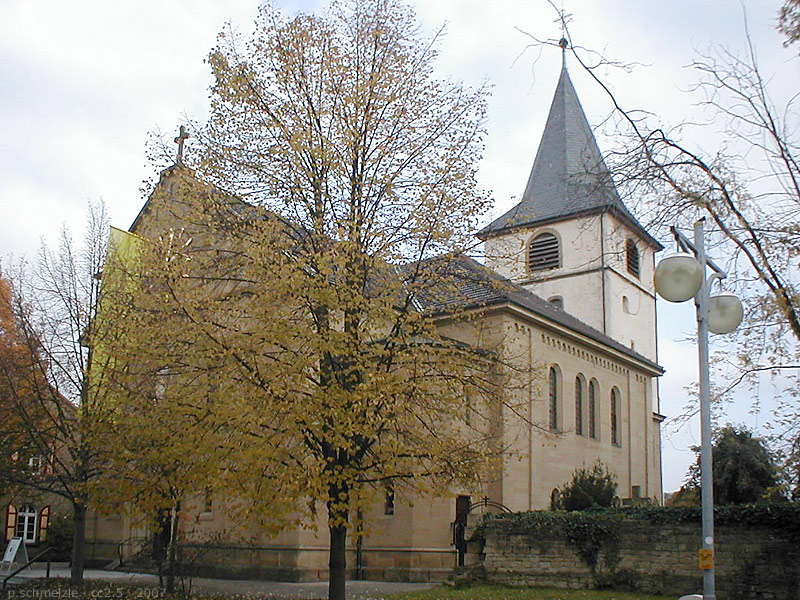
Evangelische Kirche in Sulzfeld

Die Evangelische Kirche in Sulzfeld, einer Gemeinde im Landkreis Karlsruhe in Baden-Württemberg, wurde 1885/86 errichtet.

## Turm
Das Turmuntergeschoss ist aus der Mitte des 15. Jahrhunderts von der Vorgängerkirche erhalten. In der Nord-, Süd- und Ostwand des Turms befinden sich Fenster aus dem 15. und 16. Jahrhundert. Die Obergeschosse über der heutigen Sakristei wurden nach einer Inschrift auf der nach Westen geöffneten Schallarkade des Glockenbodens 1779 erneuert.

## Neubau von 1885/86
Nachdem 1755  Dach, Orgel und Kanzel durch Blitzschlag schwer geschädigt wurden, beschloss man für die stark angewachsene Zahl der  Gemeindeglieder den Neubau einer Kirche, der nach Plänen des Karlsruher Kirchenbaurats Ludwig Diemer im neoromanischen Stil ausgeführt wurde. Am 26. September 1886 wurde die Kirche geweiht.
Eine aufwendige Innenrenovierung wurde 2011 anlässlich des 125-jährigen Jubiläums der Kirche durchgeführt.

## Glocken

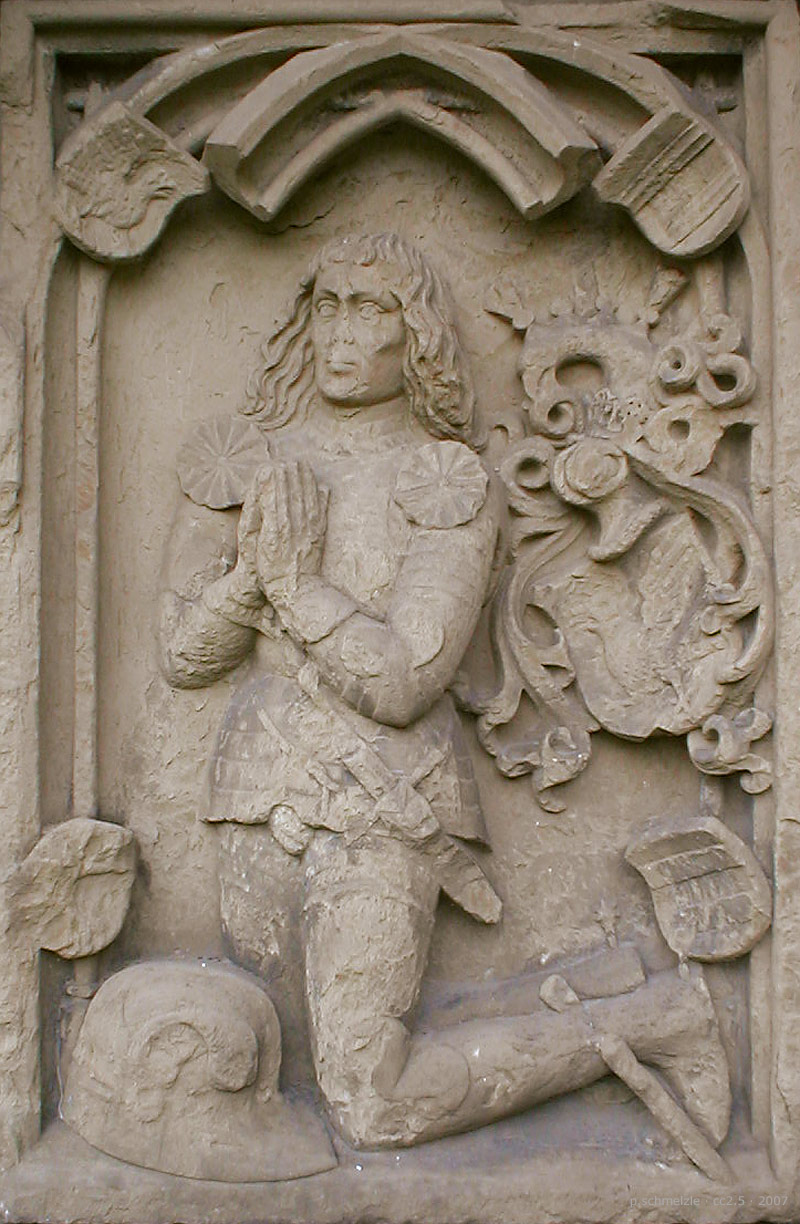
Epitaph an der Kirchenfassade

Das Geläut besteht aus vier Glocken: eine wurde 1808 von Lucas Speck in Heidelberg gegossen. Drei weitere wurden 1949 von der Glockengießerei Bachert in Kochendorf (Bad Friedrichshall)  hergestellt.

## Grabmäler
An den drei Seiten des Turms und im Innenraum der Kirche befinden sich 13 aus der Vorgängerkirche übernommene Epitaphe der Patronatsfamilie Göler von Ravensburg. Südlich der Kirche stehen Grabdenkmale aus der Zeit des Historismus.